# Paul McStay
Paul Michael Lyons McStay (Hamilton, 22 ottobre 1964) è un ex calciatore scozzese, di ruolo centrocampista.
Fa parte della Scotland Football Hall of Fame.

## Carriera
Ha firmato per il Celtic all'età di diciassette anni e ha fatto l'esordio in prima squadra contro l'Aberdeen, in un incontro vinto dalla squadra di Glasgow per 3-1, grazie anche a un gol di McStay.
Nel 1982 capitanò la squadra della nazionale scozzese Under-18 alla vittoria dell'Europeo di categoria.
Fece il suo debutto in nazionale maggiore nel 1983.

## Palmarès

### Club

#### Competizioni nazionali
- Campionato scozzese: 3

Celtic: 1981-1982, 1985-1986, 1987-1988
- Coppa di Lega scozzese: 1

Celtic: 1982-1983
- Coppa di Scozia: 4

Celtic: 1984-1985, 1987-1988, 1988-1989, 1994-1995

### Nazionale
- Campionato d'Europa Under-18: 1

1982

### Individuale
- Miglior giovane dell'anno della SPFA: 1

1982-1983
- Giocatore dell'anno della SFWA: 1

1988
- Giocatore dell'anno della SPFA: 1

1988